# Adolph Nathan
Adolph Nathan, född 3 december 1814 i Köpenhamn, död 19 juli 1885 i Ålborg, var en dansk pianist.
Nathan studerade i utlandet, framträdde 1841 i Musikforeningen i Köpenhamn och bosatte sig kort därefter i Ålborg som pianolärare. Han utgav en del kompositioner i salongstil för piano och några sånger.